# Kallanakere, Turuvekere
Kallanakere là một làng thuộc tehsil Turuvekere, huyện Tumkur, bang Karnataka, Ấn Độ.